# Maren Lehky
Maren Lehky (* 1962 in Hamburg) ist eine deutsche Soziologin und Autorin. Sie schreibt regelmäßig eine Kolumne für das Hamburger Abendblatt.

## Leben
Lehky studierte von 1981 bis 1985 Soziologie, Volkswirtschaft und Psychologie an der Universität Hamburg. Sie beendete ihr Studium mit dem Magister Artium. Im Anschluss daran war sie in verschiedenen Unternehmen als Human Resource Managerin (Personalchef) beschäftigt.

## Ausgewählte Buchveröffentlichungen
- „Alles super! Und selbst? Strategien für  mehr Lebenskraft in der Führungsrolle.“ 2. Auflage von „Neue Kraft“, Campus Verlag, Frankfurt, 2016, ISBN 978-3-593-50568-8.
- „Was Ihre Mitarbeiter wirklich von Ihnen erwarten“, Campus Verlag Frankfurt 2009, ISBN 978-3-593-38839-7
- „Mitarbeitergespräche sicher und kompetent führen“, Eichborn Frankfurt, 2003, ISBN 978-3-8218-3870-0
- „Sicher durch die Krise führen“, Campus Verlag Frankfurt, 2003, ISBN 978-3-8218-3878-6
- „Leadership 2.0 – Wie Führungskräfte die neuen Herausforderungen zwischen Smartphone, Burnout und Co managen“, Campus Verlag, Frankfurt, 2011, ISBN 978-3-593-39372-8
- „Die 10 größten Führungsfehler und wie Sie sie vermeiden“,  Campus Verlag, Frankfurt, 2007, ISBN 978-3-593-38118-3